# Église Saint-Martin de Janzé
L'église du Sacré Cœur est une église située à Janzé, dans le département d'Ille-et-Vilaine en France. Elle est construite entre 1874 et 1887 par les frères Jules et Henri Mellet, ce dernier assurant seul la conduite du chantier à partir de 1884.
Elle est inscrite aux monuments historiques.

## Historique

### L'ancienne église Saint-Martin de Janzé
Une église consacrée à saint Martin est attestée à Janzé dès la fin du XIe siècle. Elle est alors donnée par Raoul de Janzé aux bénédictins de l'abbaye de Marmoutiers. Cette donation est ensuite confortée vers 1090 par la renonciation des moines de Saint-Florent de Saumur aux droits qu'ils revendiquaient sur l'église, puis approuvée par l'évêque Marbode de Rennes et par son successeur Hamelin. C'est alors le prieur de Béré qui présente le desservant. En parallèle, l'église et ses dépendances sont érigés en prieuré par Marmoutiers, sous le nom de prieuré de la Franceule, annexe de celui de Béré.
En 1880, l'église présentait encore des parties romanes, datant peut-être du XIe siècle, notamment à la base de la tour. L'édifice avait un chevet à pans coupés, une nef à trois vaisseaux datée de 1625, avec une chapelle seigneuriale du XVe siècle au nord et un portail Renaissance à l'ouest.

### La construction de l'église néoromane
En 1874, il est décidé de reconstruire une nouvelle église. L'évêque de Rennes Godefroy Brossay-Saint-Marc bénit la première pierre du nouvel édifice le 18 octobre de cette même année. L'église est consacrée au Sacré-Cœur, à saint Martin et à saint Pierre, qui était le patron de la seconde paroisse de Janzé, supprimée à la Révolution. 
L'édifice est conçu par les frères Mellet, architectes rennais, qui viennent de reconstruire l'église Saint-Martin de Vitré. Les stalles et la chaire, en châtaignier, sont commandés à un sculpteur de Vitré nommé Augier ; l'autel est réalisé par l'entreprise parisienne Cachalfroc. Les vitraux sont confiés au maître verrier Champigneulle.
Le chantier coûte la somme de 450 000 francs, dont 15 000 pour l'autel et 32 000 pour les stalles et la chaire.
L'église est inscrite aux monuments historiques le 18 avril 2016.  

## Description
L'église est un bâtiment en croix latine, avec une abside unique, un transept légèrement saillant surmonté d'une tour-lanterne avec coupole sur pendentifs et un clocher-porche dont la flèche atteint 67 m de haut.
L'élévation intérieure a trois niveaux : grandes arcades, triforium, fenêtres hautes. L'appareil intérieur, particulièrement soigné, alterne des assises de tuffeau de Saumur et de pierre de Caen. Les grandes arcades et les arcs doubleaux de la nef sont en granite gris. À l'extérieur, l'appareil marie calcaire dur et moellon de schiste. Le décor sculpté est particulièrement soigné : tous les chapiteaux sont sculptés, avec des motifs issus de l'Arche de Noé. Des vitraux historiés accueillent le chemin de croix, ce qui est rare.

## Orgue
Dotée originellement d'un orgue portatif Debierre au début du XXe siècle, l'église du Sacré-Coeur de Janzé accueille à partir de 1930 un orgue d'occasion construit par un moine de l'abbaye de la Source à Paris, Dom Séjourné. L'instrument est totalement reconstruit par le facteur d'orgue manceau Yves Sévère en 1972 qui conserve néanmoins le buffet en chêne logé au fond de l'abside. Celui-ci s'articule autour d'une plate-face de 15 tuyaux placés sous un arc surbaissé, deux tourelles de part et d'autre abritant chacune une plate face de 5 tuyaux. La console est retournée.
La composition de l'orgue est la suivante. :
| I. Grand-Orgue Ut1–Sol5 56 notes                                                                 | II. Récit expressif Ut1–Sol5 56 notes                                                                        | Pédale Ut1–Fa3 30 notes                                                 |
| ------------------------------------------------------------------------------------------------ | --- | ----------------------------------------------------------------------- |
| Montre 8 Bourdon 8 Prestant 4 Flûte conique 4 Doublette 2 Cornet V (Fa2) Plein-Jeu IV Cromorne 8 | Bourdon 8 Diapason 8 Voix céleste 8 (Ut2) Nazard 22/3 Quarte 2 Tierce 13/5 Cymbale III Trompette 8 Clairon 4 | Soubasse 16 Flûte 8 Flûte 4 Bombarde 16 Trompette 8 Clairon 4 Clairon 2 |

- Tirasses I, II,
- Accouplements II/I,
- Appels Anches Récit, Anches Pédale,
- Combinaisons fixes,
- Double registration,
- Expression par bascule.

Transmission mécanique pour les notes et électrique pour les jeux.

## Cloches
Le clocher de l'église du Sacré-Coeur de Janzé abrite quatre cloches fondues par le saintier Bollée du Mans et bénies le 16 octobre 1888.
Le bourdon, dénommé Sacré-Cœur, présente un diamètre de 1,75 m, pèse 3 300 kg et sonne Sib2. 
Les trois autres cloches portent les noms de Saint-Martin, Saint-Pierre et la Nation. Donnant Do3, Ré3 et Mib3, elles pèsent respectivement 2 100 kg, 1 350 kg et 1 250 kg. Elles ont pour diamètres 1,50 m, 1,32 m et 1,25 m.

## Galerie

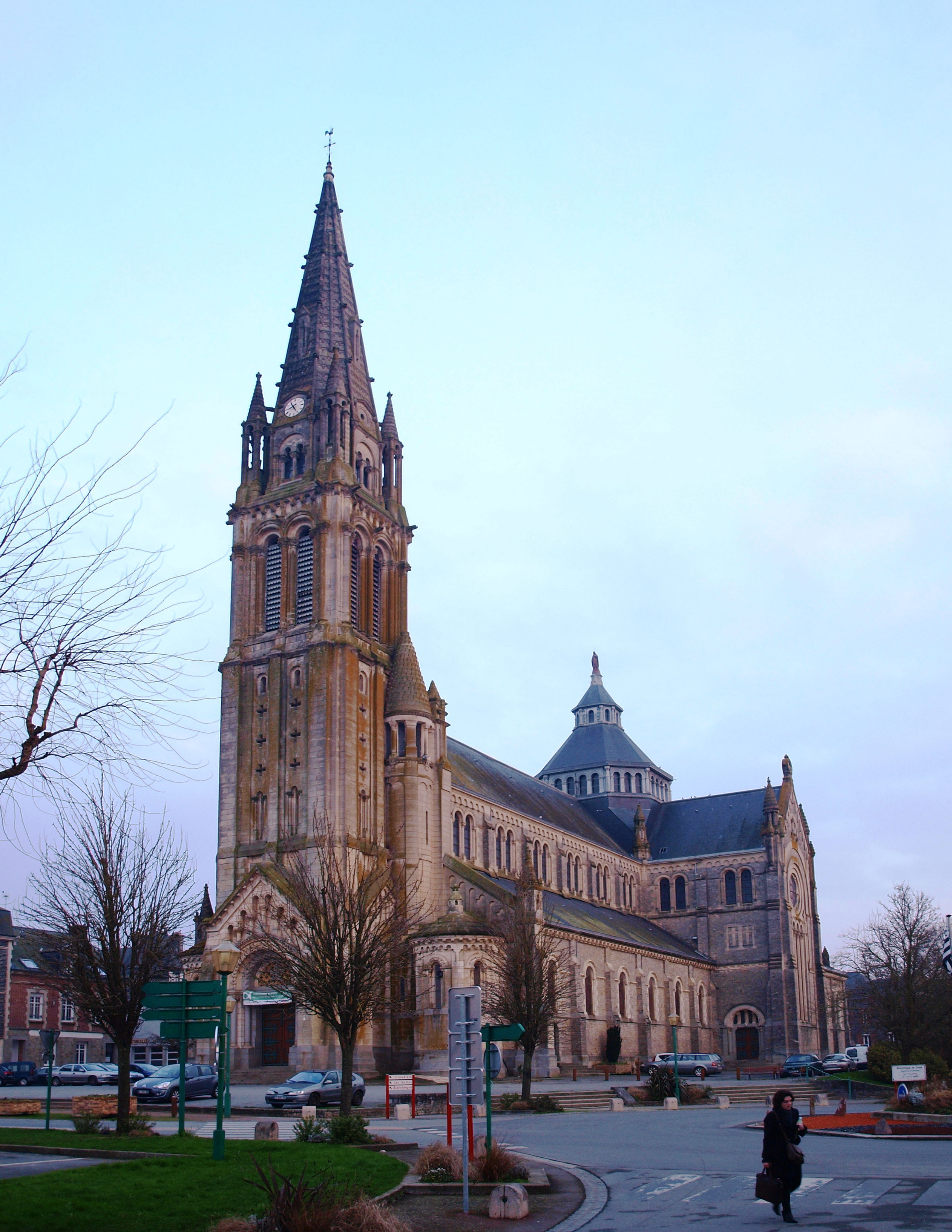
Vue d'ensemble côté clocher-porche
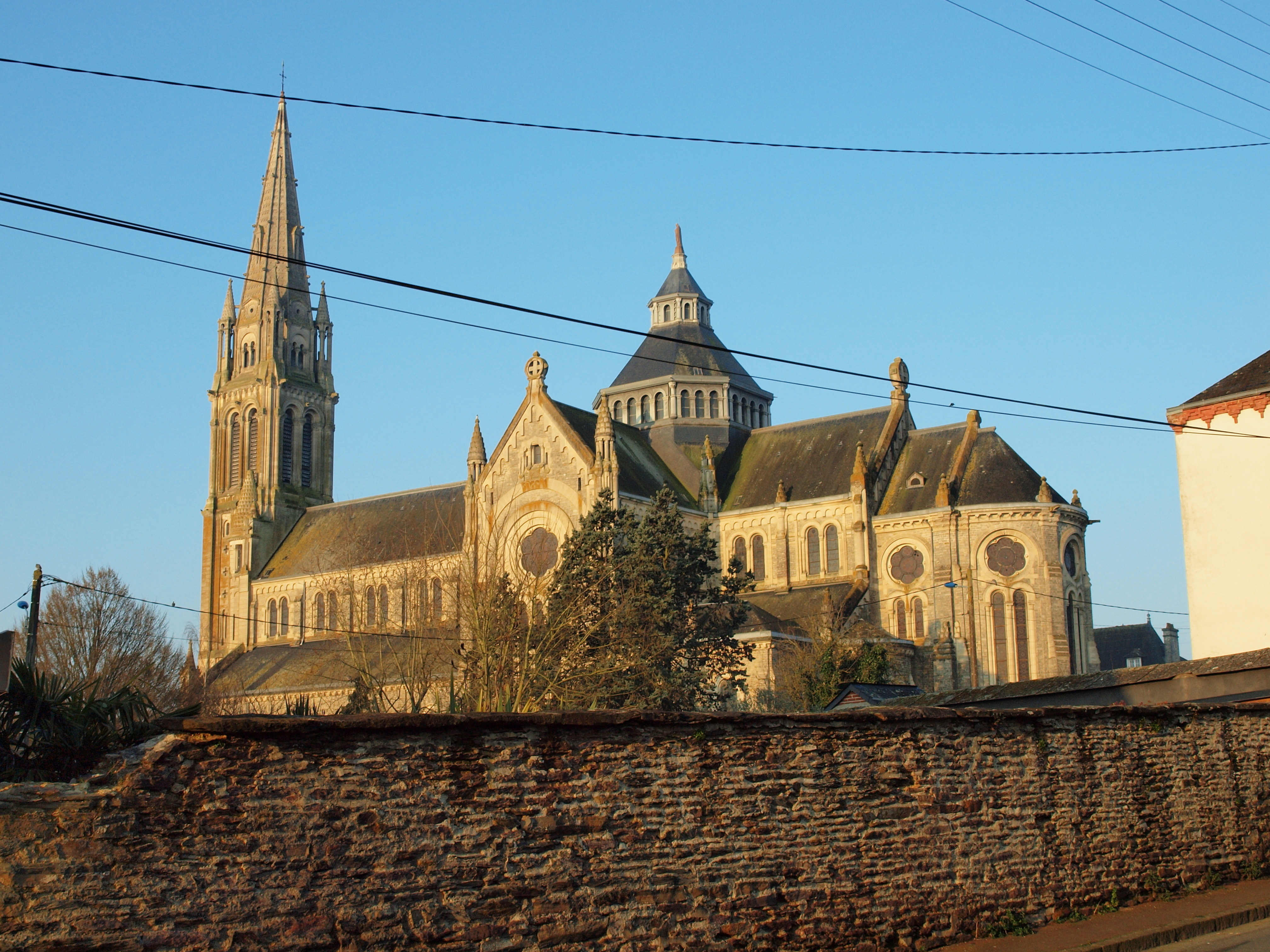
Vue d'ensemble côté chevet
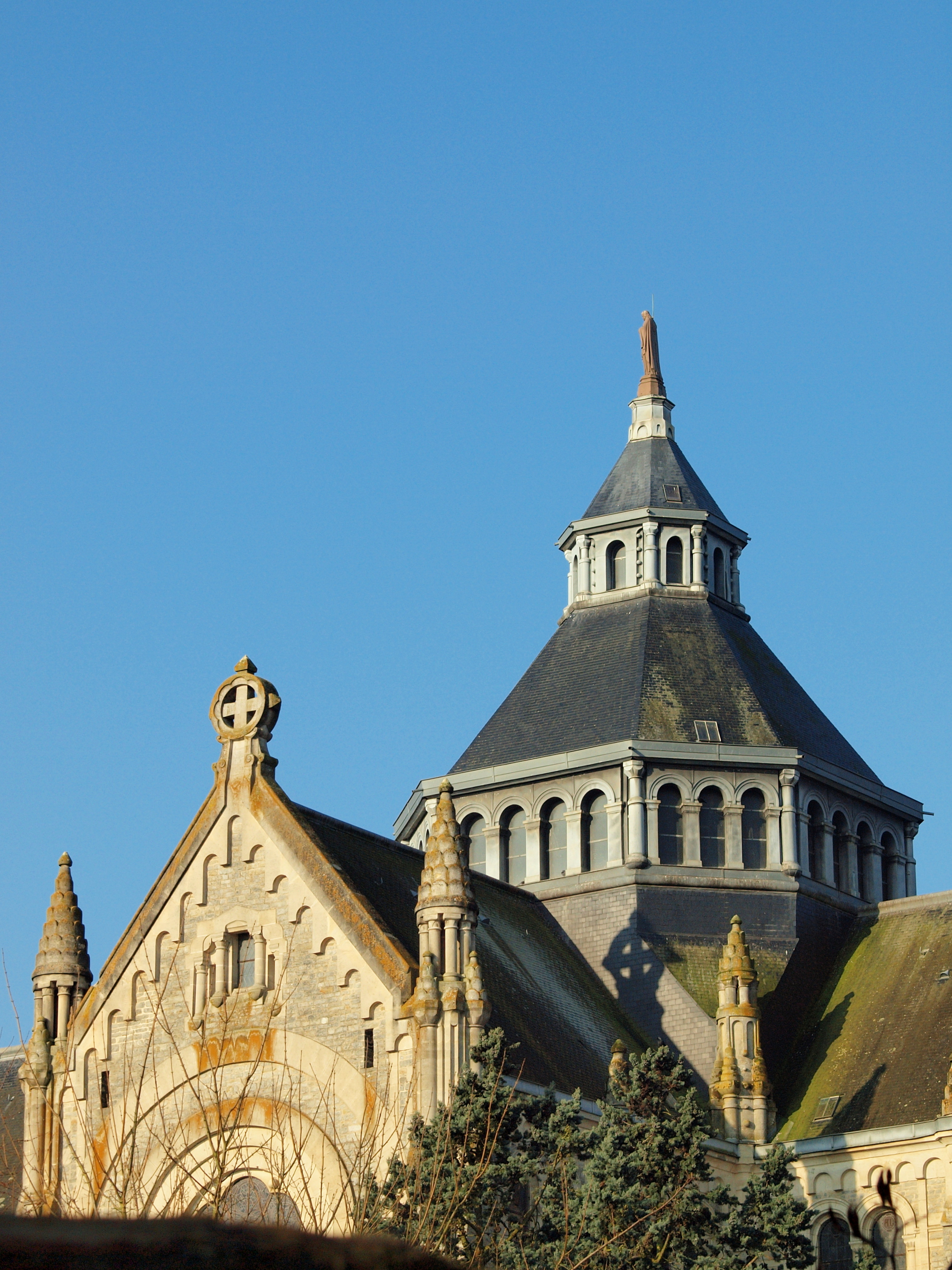
La tour-lanterne
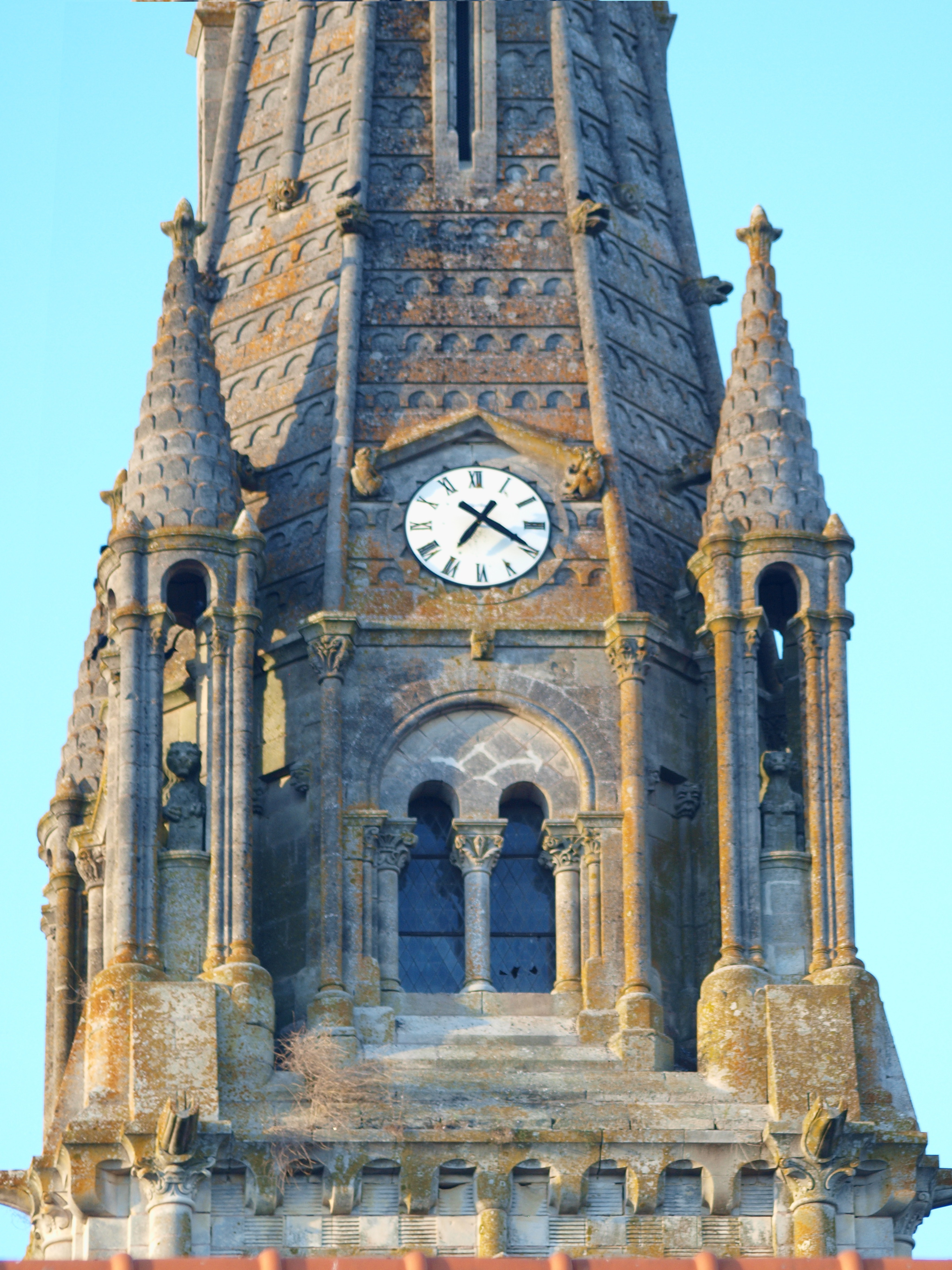
La flèche